# Хурюгский, Тагир Алимович
Таги́р Хурю́гский, настоящая фамилия — Алимов (лезг. Хуьруьг Тагьир; 22 июня 1893, Хрюг, Дагестанская область, Российская империя — 23 февраля 1958, Ахты, Дагестанская АССР, СССР) — лезгинский поэт, депутат. Народный поэт Дагестанской АССР (1943).

## Биография
Тагир Хурюгский родился в 1893 году в селении Хурюг (ныне Хрюг, Ахтынский район Дагестана) в крестьянской семье. Два года учился в школе города Нуха. В молодости много странствовал в поисках заработка. В советское время стал участником создания колхозов, а затем работником сферы культуры. В 1936—1937 годах возглавлял лезгинский театр имени С. Стальского. В 1952—1958 годах был депутатом Верховного Совета СССР.
Ещё в детстве Тагир Хурюгский сочинял стихи в традиционной манере ашугов. В советское время написал стихи «Селение Гюгез», «Воздушный богатырь», «Молла Иса», «Проклятье», «Девятому мая», «Родина», «Москва», «Черное золото», «Герой труда», пользовавшиеся большой популярностью.

## Память
Улица, памятник и парк в с. Хрюг.
Памятник и парк в с. Ахты.
Улица в посёлке Белиджи.
Улица в с. Касумкент.
Сквер к г. Махачкала